# Dubois (Idaho)
Dubois és una població dels Estats Units a l'estat d'Idaho. Segons el cens del 2000 tenia 647 habitants.

## Demografia
Segons el cens del 2000, Dubois tenia 647 habitants, 214 habitatges, i 164 famílies. La densitat de població era de 112 habitants/km².
Dels 214 habitatges en un 49,1% hi vivien nens de menys de 18 anys, en un 60,7% hi vivien parelles casades, en un 10,3% dones solteres, i en un 22,9% no eren unitats familiars. En el 19,6% dels habitatges hi vivien persones soles l'11,2% de les quals corresponia a persones de 65 anys o més que vivien soles. El nombre mitjà de persones vivint en cada habitatge era de 3,02 i el nombre mitjà de persones que vivien en cada família era de 3,52.
Per edats la població es repartia de la següent manera: un 36% tenia menys de 18 anys, un 8% entre 18 i 24, un 27,2% entre 25 i 44, un 18,4% de 45 a 60 i un 10,4% 65 anys o més.
L'edat mediana era de 30 anys. Per cada 100 dones de 18 o més anys hi havia 98,1 homes.
La renda mediana per habitatge era de 29.167 $ i la renda mediana per família de 30.417 $. Els homes tenien una renda mediana de 24.444 $ mentre que les dones 21.000 $. La renda per capita de la població era de 10.389 $. Aproximadament el 21,4% de les famílies i el 20,9% de la població estaven per davall del llindar de pobresa.

## Poblacions més properes
El següent diagrama mostra les poblacions més properes.